# Emil Jónsson

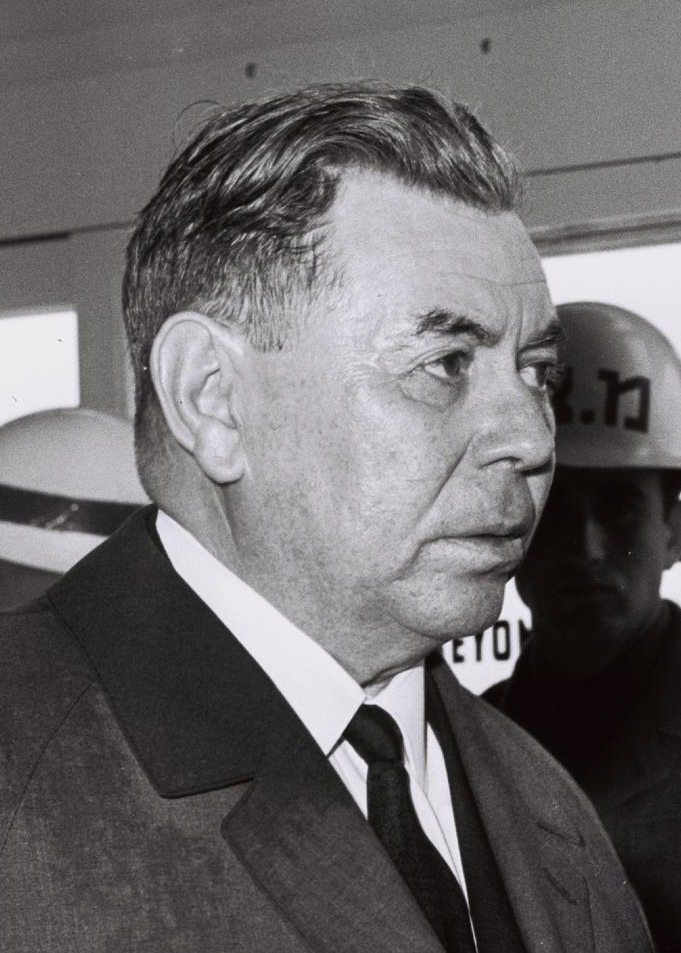
Emil Jónsson

Emil Jónsson (Hafnarfjörður, 27 oktober 1902 - Reykjavik, 30 november 1986) was een IJslands politicus. 
Jónsson was lid van de Arbeiderspartij (Alþýðuflokkurinn), die hij van 1956 tot 1968 als voorzitter leidde. Van 1934 tot 1971 zetelde hij in het Alding (het IJslandse parlement). Verder was hij minister van Visserij en Sociale Zaken en vervulde van 23 december 1958 tot 20 november 1959 het premierschap van IJsland. 